# لويس باريونويفو
لويس برونو باريونويفو (من مواليد 16 فبراير 1949) هو رياضي أرجنتيني. تنافس في مسابقة القفز العالي للرجال في دورة الألعاب الأولمبية الصيفية عام 1972.